# ゆらぎ塩基対

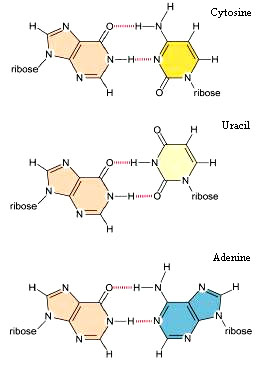
イノシンを含むゆらぎ塩基対

ウラシルを含むゆらぎ塩基対

ゆらぎ塩基対（英: wobble base pair）は、RNAの二次構造を基礎とする G-U、I-U、I-A、I-C の塩基対を指す。その熱力学的安定性はワトソン＝クリック型塩基対と同程度で、遺伝暗号の適切な翻訳に非常に重要な意味を持っている。アミノ酸の数（20）とコドンの数（64）に差異がある遺伝暗号は、その差異をアンチコドン第1塩基に起こる「塩基対修正」によって埋め合わせをしている。重要な修正塩基に、ヒポキサンチン（ヌクレオシド型であるイノシンの名で言及されることが多い）がある。ヒポキサンチンはウラシル、アデニン、シトシンと塩基対形成が可能である。その他の重要な塩基対としては、 G-U 塩基対がある。これにより、ウラシルはグアニンとアデニンという2種類の塩基と対合することが可能になる。

## tRNAゆらぎ
アミノ酸をコードするコドンが61種類あるのに対してtRNA分子が約45種類しかないという事実は一つの問題を提起した。1966年、フランシス・クリックはこの問題を説明するために、ゆらぎ仮説（英: Wobble hypothesis）を提唱した。仮説によれば、mRNAの3'塩基と対合するアンチコドンの5'塩基は他の2つの塩基対ほど空間的な制限を受けず、非標準的な塩基対を形成することが可能になる。
ゆらぎ塩基対の例として、酵母のtRNAPheはアンチコドン 5'-GmAA-3' を持つが、コドン 5'-UUC-3' に加えて 5'-UUU-3' も認識できる。これはコドンの第3塩基対形成部位（mRNAコドンの3'ヌクレオチドとtRNAアンチコドンの5'ヌクレオチド）に非ワトソン＝クリック型塩基対が形成する可能性を示唆している。